# Bataille de la crête de Vimy
 (27 juillet 2012).
Première Guerre mondiale
Batailles
Front d'Europe de l’Ouest
- Liège (8-1914)
- Namur (8-1914)
- Frontières (8-1914)
- Anvers (9-1914)
- Grande Retraite (9-1914)
- Marne (9-1914)
- Course à la mer (9-1914)
- Yser (10-1914)
- Messines (10-1914)
- Ypres (10-1914)
- Givenchy (12-1914)
- 1re Champagne (12-1914)
- Hartmannswillerkopf (1-1915)
- Neuve-Chapelle (3-1915)
- 2e Ypres (4-1915)
- Colline 60 (4-1915)
- Artois (5-1915)
- Festubert (5-1915)
- Quennevières (6-1915)
- Linge (7-1915)
- 2e Artois (9-1915)
- 2e Champagne (9-1915)
- Loos (9-1915)
- Verdun (2-1916)
- Redoute Hohenzollern (3-1916)
- Hulluch (4-1916)
- 1re Somme (7-1916)
- Fromelles (7-1916)
- Arras (4-1917)
- Vimy (4-1917)
- Chemin des Dames (4-1917)
- 3e Champagne (4-1917)
- 2e Messines (6-1917)
- Passchendaele (7-1917)
- Cote 70 (8-1917)
- 2e Verdun (8-1917)
- Malmaison (10-1917)
- Cambrai (11-1917)
- Bombardements de Paris (1-1918)
- Offensive du Printemps (3-1918)
- Lys (4-1918)
- Aisne (5-1918)
- Bois Belleau (6-1918)
- 2e Marne (7-1918)
- 4e Champagne (7-1918)
- Château-Thierry (7-1918)
- Le Hamel (7-1918)
- Amiens (8-1918)
- Cent-Jours (8-1918)
- 2e Somme (9-1918)
- Bataille de la ligne Hindenburg
- Meuse-Argonne (10-1918)
- Cambrai (10-1918)

Front italien
Front d'Europe de l’Est
Front des Balkans
Front du Moyen-Orient
Front africain
Bataille de l'Atlantique
La bataille de la crête de Vimy se déroule au cours de la Première Guerre mondiale entre le 9 et le 12 avril 1917 sur les territoires de Vimy et Givenchy-en-Gohelle, près de Lens dans le Pas-de-Calais.
Le site, dominant la plaine de Lens et fortifié par l'armée allemande, avait fait l'objet de multiples attaques infructueuses de la part des armées françaises et britanniques, notamment en 1915. Le 9 avril 1917, les troupes de l'Empire britannique — principalement composées des quatre divisions du Corps expéditionnaire canadien — unissent leurs forces et passent à l'assaut. Au prix de plus de 10 000 morts et blessés, elles réussissent à prendre le contrôle de la cote 145 le 12 avril.

## Préparation au combat
La prise de la crête de Vimy, « la butte de la mort », dans la vision de Byng, devait se dérouler de manière rapide et efficace, et ce, afin d’éviter les carnages de la bataille de la Somme qui étaient encore frais dans les mémoires. Il n’était plus question de prendre l’objectif en quelques semaines ni même quelques jours, mais bien d’être au sommet de la crête en quelques heures seulement. Pour ce faire, il n’était pas question de lancer vers une mort certaine, vague après vague, des hommes alignés, en espérant que le plus nombreux l’emporte : une préparation qui allait dépasser tout ce qui s’était fait auparavant devait être faite.

### Importance stratégique de la crête
La crête est sans doute l’un des points stratégiques d’importance capitale pour l’Allemagne : non seulement permet-elle de voir, de son sommet, tout ce qui se passe dans les tranchées canadiennes, mais elle protège également les mines de charbon de Lens servant grandement à l’économie de guerre allemande. Prise au tout début de la guerre, en octobre 1914, la crête est l’enjeu de nombreux assauts par les Français menés par Foch et par les Britanniques, le tout portant les pertes de l’Entente pour cette seule position à plus de 150 000 hommes.
En 1915, Britanniques et Français échouèrent devant les lignes allemandes qui tenaient la crête de Vimy. Mais, grâce à la contribution du corps canadien, la position changea de main en avril 1917.

### Fortification
Lorsque les Canadiens sont dépêchés pour prendre le front en avant de la crête, les Allemands ont bâti une place forte qu’ils considèrent imprenable. En effet, les fortifications sont imposantes : trois rangées de tranchées couvrent le versant occidental de la crête autour de laquelle s’étendent plusieurs ceintures de fils barbelés. Sur toute l’étendue de la crête on retrouve d’imposantes redoutes en béton et des abris étanches à l’eau, dont plusieurs ont l’électricité et le téléphone. Pour ajouter à l’efficacité de la logistique, les Allemands ont monté un important réseau de chemins de fer permettant l’approvisionnement rapide en obus des batteries d’artillerie. De plus, durant les deux ans d’occupation, les défenseurs ont creusé un imposant réseau souterrain miné, avec lequel ils peuvent faire sauter l’ennemi en approche par le dessous. Byng, à son arrivée à Vimy, constate que les mines laissées par les Français et les Britanniques ont été grandement négligées et que l’ennemi est fortement en avance sous terre. Il ordonne donc à plusieurs unités d’ingénieurs de rattraper le temps perdu.

### Évolutions dans les tactiques d'assaut

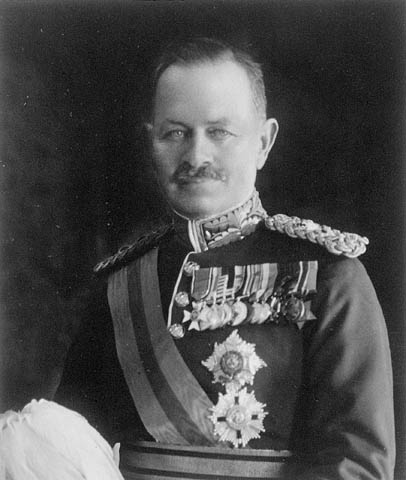
Le général Byng, commandant du Corps expéditionnaire canadien.

#### Les leçons de la bataille de la Somme
Pour s’attaquer à une telle défense, une préparation méticuleuse est essentielle et afin d'affiner sa tactique, Byng analyse avec profondeur les problèmes survenus lors de la bataille de la Somme où le contingent canadien était directement sous contrôle britannique. De prime abord, la stratégie alors mise en place par le commandement britannique s'est imposée de par l'étroitesse du front canadien. Une fois l'ordre d'assaut donné, l'avancée se fait par lignes successives — plus il y avait de lignes, plus on considérait que l'attaque avait des chances de succès. Le barrage d'artillerie constituait donc une ligne, les tranchées une seconde, auxquelles s'ajoutent les vagues successives d'infanterie. Les hommes de troupe ayant souvent peu subi l'épreuve du feu, il est plus facile pour les officiers de garder le contrôle sur leurs troupes. Cependant, les officiers subalternes n’ont aucun vrai choix stratégique à effectuer pour commander l'avance et ne peuvent qu'exhorter leurs troupes à avancer et à tenir la ligne. Ils commandent par et pour l'exemple. Après l'assaut initial, ceux des fantassins qui ont, par chance, réussi à traverser le no man's land parsemé des barbelés (qui devaient avoir été détruits par l'artillerie) se retrouvent devant des troupes en parfaite condition physique et très peu touchées, puisque l'artillerie n’a pas réussi à détruire « Régina », nom de la première tranchée ennemie. De plus, une fois cette tranchée prise, ils doivent faire face aux féroces contre-attaques allemandes.
En conséquence de cette stratégie du nombre, les pertes infligées par les Allemands sont terribles et donnent aux hommes l'impression d'avoir été utilisés comme vulgaire chair à canon. Byng analyse donc ces différents problèmes majeurs : l’organisation de l'avancée, la gestion du moral des troupes, la précision et l’efficacité de l’artillerie ainsi que la résistance aux contre-attaques.

#### Solution aux problèmes
De manière systématique, Byng se met à régler ces problèmes et il en sort des solutions révolutionnaires notamment sur l'organisation de l'avancée. Jusqu’à ce moment dans la guerre, lorsqu'une partie de l'attaque rencontrait une résistance féroce, toute l'avancée arrêtait et on envoyait plus d'hommes là où se situait le problème, augmentant ainsi de beaucoup les pertes inutiles. Toutefois, les ordres de Byng sont différents, il faut renforcer le succès et non l'échec ainsi :
« Si une division ou une brigade est tenue en échec, les unités qui la flanquent ne doivent en aucun cas interrompre leur progression. Elles formeront plutôt des flancs défensifs dans cette direction et avanceront elles-mêmes de manière à envelopper l'emplacement fortifié ou le centre de résistance qui fait obstacle. C'est en fonction de cet objectif qu'on lancera les réserves derrière les sections de la ligne où l'avance aura réussi, et non celles où elle aura été retenue. »
De plus, il revient aux méthodes de la guerre de mouvement en utilisant la technique de tir et mouvement. Aussi, il impose des intervalles sur lesquels les troupes de réserves enjambent les troupes du front afin de continuer la poussée avec des troupes fraîches. La confiance et le moral des troupes sont améliorés en leur permettant de prendre des décisions sur le terrain et en les informant le plus possible sur les objectifs. Dans cette vision, on construit une maquette reproduisant avec précision le champ de bataille et il est donné la possibilité à chaque soldat de l’étudier à sa guise. Ainsi, tout soldat connaît non seulement son objectif, mais également celui de ses voisins. Il est donné à tous les grades de caporal en montrant des cartes détaillées du terrain, chose qui n’avait jamais été faite, afin de montrer leur importance dans le processus décisionnel sur le champ de bataille.

#### Artillerie

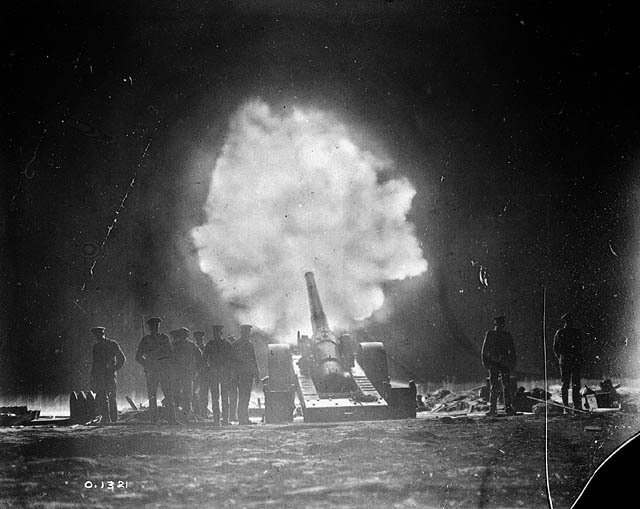
Canon naval de 6 pouces positionné derrière les lignes canadiennes, tirant vers la crête de Vimy de nuit.

Pour ce qui est des problèmes de l'artillerie, ils sont réglés de manière technologique. Au lieu des vieux obus qui explosent une fois qu'ils se sont enfoncés dans le sol ou encore dans les airs et ne faisant aucun dégât aux barbelés, on utilise le nouvel obus (no 106) explosant sur impact et détruisant donc les fils barbelés. Andrew Rutherford à l'université McGill, invente avec l'aide d'un nouvel appareil, l'oscilloscope, une méthode afin de déterminer avec précision l'emplacement des pièces allemandes avec le flash provenant de la bouche du canon lorsqu'il fait feu.
Les barrages d'artillerie sont perfectionnés jusqu'au standard requis par Byng pour son assaut.
On utilise la technique de feu roulant : toutes les trois minutes, l'artillerie tire une salve 100 m devant la vague d'infanterie. Cette technique nécessite un véritable entraînement pour coordonner l'infanterie et l'artillerie, surtout sans les moyens de communication radio modernes.

#### Unités spéciales
La problématique de tenir le terrain est réglée en intégrant dans les unités des spécialistes tels que des mitrailleurs et des artilleurs entraînés sur les canons allemands. La vitesse de l'avancée étant trop grande pour permettre d'emmener les pièces canadiennes sur les nouvelles positions, il faut donc utiliser les pièces prises aux Allemands. De cette manière, chaque unité est capable de tenir le terrain qu’elle a pris aux Allemands en pouvant positionner dès son arrivée des mitrailleurs et des canons afin de repousser les contre-attaques qui suivront invariablement.

#### Des tunnels
Des tunnels de quelques kilomètres sont creusés, débouchant au plus près des lignes allemandes. Ceux-ci permettront aux renforts de se déployer sur leur ligne de départ de manière discrète et sans perte sous les tirs de barrage allemands.
Un de ces tunnels peut être visité sur le site de Vimy.

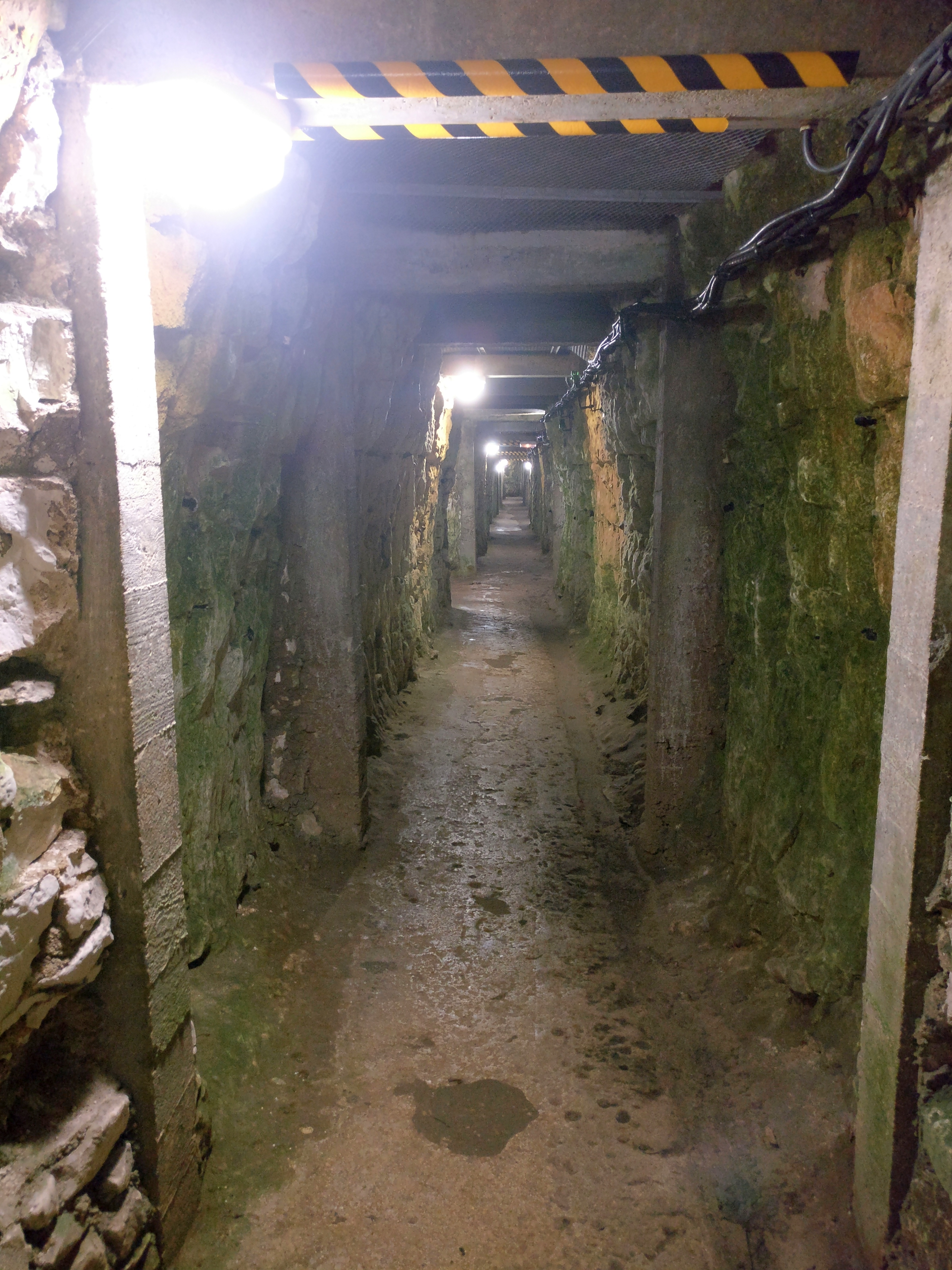
Un tunnel visitable par le public.

En somme, la préparation afin de prendre la crête de Vimy par assaut frontal est longue et laborieuse, mais comme on le verra par la suite, s'avérera d'une efficacité déconcertante contre les défenseurs allemands terrés dans leurs blockhaus.

## Assaut

### Objectifs
Le plan de l’assaut de la crête est simple dans son ensemble, une destruction massive des positions ennemies par l’artillerie suivie d’un assaut frontal, mais l’application est beaucoup plus laborieuse. Les objectifs à atteindre sont déterminés par les défenses allemandes et par la géographie de la crête.
L’attaque doit se dérouler en cinq phases principales :
1. la prise de la ligne noire comprenant environ la moitié de la crête ;
2. la ligne rouge, la cote 145 et la ferme La Folie ;
3. la ligne bleue, le village Thélus et la cote 135 ;
4. la ligne brune et les batteries dans le bois Farbus et Goulot ;
5. prise du « Bourgeon ».

### Plan
Toutefois, il ne suffit pas d'attaquer en une marée humaine s'élançant sur les objectifs : Byng a établi un échéancier précis pour chaque division. L'assaut doit commencer à 5 h 30 après un bombardement intensif de plusieurs jours des positions allemandes. Une fois la ligne noire prise, toutes les divisions font une pause de 40 minutes afin d'assurer leur position sur la crête, puis on pousse vers la ligne rouge qui devrait être atteinte 20 minutes plus tard, à ce point, les divisions 3 (Lipsett (en)) et 4 (Watson (en)) se trouvent devant la cote 145 et les divisions 1 (Currie) et 2 (Burstall) prennent une pause de deux heures et demie pour fortifier l'endroit et avancer quelques pièces d'artillerie. À ce point, les troupes de réserve enjambent celles du front et foncent vers la ligne brune. Après une pause de 90 minutes, elles prennent d'assaut la ligne brune. Une fois la crête sécurisée, il sera alors possible d'organiser un assaut sur le « Bourgeon », la cote 145, le point le plus élevé de la crête. Il ne restera alors qu'à établir des lignes permanentes de défense. La planification est si bien préparée par Julian Byng et son état-major que le moment du combat venu, peu de choses lui restaient à faire sinon d'attendre de monter lui-même sur la crête pour féliciter ses hommes…

### Combat

#### Prélude
Comme prévu, le 20 mars 1917, la moitié de la puissance d'artillerie ouvre le feu afin de détruire systématiquement les places fortes et les batteries allemandes. Le 2 avril, toute la puissance des 983 pièces s'évertue à détruire routes, tranchées, lignes de communication de toutes sortes. Le 8 avril, les hommes se préparent à l'assaut avec un rassemblement avancé près du front. Le lendemain matin à 4 h 0, près de 30 000 hommes prennent position sur le front à 100 m des tranchées allemandes. À 5 h 30, un unique canon retentit au loin. Sur ce signal, l'enfer se déchaîne sur le champ de bataille, au même moment, toute l'artillerie disponible, appuyée par les mines souterraines bourrées d'explosifs, font voler en éclats les positions allemandes.

#### Montée sur la crête

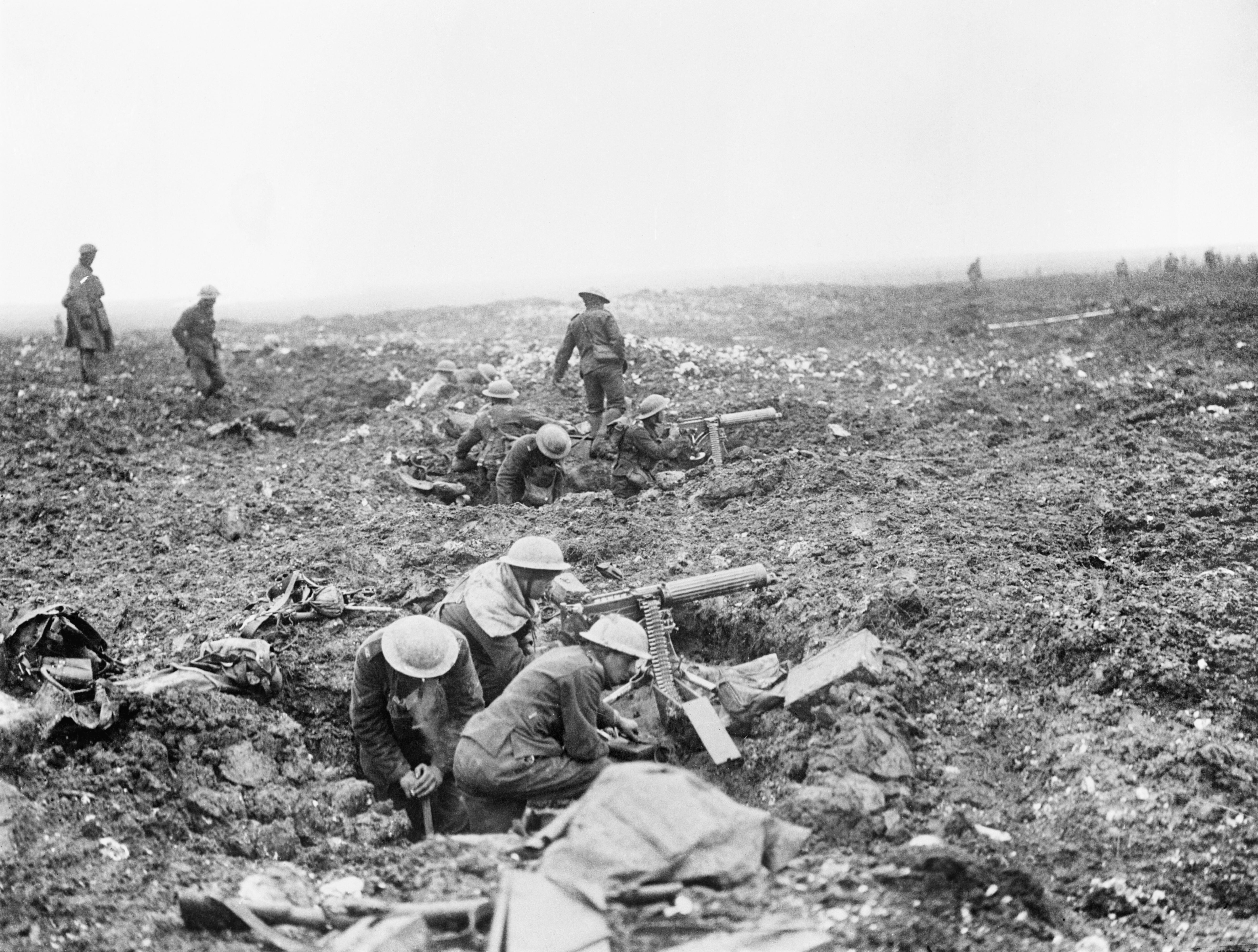
Mitrailleurs canadiens sur la crête.

L'infanterie, protégée par le barrage d’artillerie, se lève et fonce vers les tranchées ennemies. L'artillerie fait pleuvoir les obus sur la première ligne pendant trois minutes, puis avance de 100 m toutes les trois minutes au fur et à mesure que l'infanterie avance. Les Allemands sont pris totalement par surprise dans leurs abris et n'ont pas le temps de regagner leur poste avant que les soldats canadiens, particulièrement adeptes de la baïonnette, ne tombent sur eux. La première ligne est prise sans difficulté mais la seconde offre plus de résistance. Déjà, à 6 h 25, les divisions 1, 2 et 3 ont pris 750 m de terrain. Comme prévu, les réserves enjambent le front et prennent la relève. Arrivés au sommet de la crête, les Canadiens peuvent voir les Allemands qui dégringolent la pente orientale. La 4e division a des difficultés à s'emparer de la cote 145, point le plus élevé de la crête. À 18 h 0, la 11e brigade prend la cote d'assaut et celle-ci tombe en fin de soirée. Le 12 avril à 6 h 0, le « Bourgeon » est sécurisé.
En somme, le combat s'est déroulé de façon efficace, suivant le plan d'attaque de Byng, la prise de la cote 145 exceptée. Les Canadiens ont gagné la crête au prix de 3 598 morts et 7 104 blessés. Du côté allemand, on estime que 95 % des corps des soldats allemands morts durant cette bataille n'ont pas été retrouvés et sont encore aujourd'hui sur le champ de bataille de Vimy.

## Impact
L’influence du combat n’est pas seulement une défaite importante pour l'Allemagne : cette défaite conduit l'armée allemande à réévaluer sa doctrine défensive sur le front Ouest. Dans Le Boqueteau 125, Ernst Jünger évoque à la fois le choc causé par « un revers particulièrement douloureux sur les hauteurs de Vimy » et ses conséquences : « […] on vit paraître un ordre de l'armée qui enjoignait de faire sauter les sapes et de ne plus jamais construire en première ligne des abris enterrés à une profondeur supérieure à deux mètres ». L'écrivain, lieutenant de l'armée allemande, l'évoque en les opposant, « l'époque formidable » des abris creusés à plus de dix mètres sous terre, mais au sortir desquels on pouvait être accueilli « chaudement » (et c'est bien ce qui se produisit à Vimy) d'avec la période suivante synonyme de bien des pertes « passives » en hommes, évidemment bien peu protégés sous de minces couches de terre lors d'un bombardement vif.

## Conséquences tactiques et stratégiques
D'un point de vue militaire, la bataille de la crête de Vimy est un exemple du passage des batailles du XIXe siècle au combat moderne de la guerre totale. Vimy illustre l'évolution tactique et stratégique du conflit, en cela que « la guerre de forteresse » caractéristique de la première phase du conflit, laisse la place à une tactique du champ de bataille et une stratégie tournée vers un mouvement qui n'échoue plus nécessairement sur les défenses adverses, au prix de pertes humaines effroyables.
Le mouvement reprend sa place au cœur des batailles de matériel. Une meilleure corrélation entre le choc et le feu contribue à déverrouiller l'impasse stratégique du front occidental. C'est bien, à la suite de Vimy, l'année 1918, la plus meurtrière pour l'armée allemande, qui renoue véritablement avec le mouvement, à l'initiative des offensives allemandes du printemps. Celles-ci arrivent à une corrélation parfaite entre la puissance considérable du feu roulant et la progression de l'infanterie de choc sur les positions ennemies. Ainsi, Vimy est, tout comme la bataille de Cambrai, une bataille prototype de celles qui amèneront le déblocage du front occidental et la précipitation apparente de la fin du conflit.
Byng, quant à lui, fut nommé vicomte de Vimy et la cote 145 fut donnée au Canada par le gouvernement français en signe de gratitude pour le sacrifice de ses soldats. C'est donc sur ce site que sera érigé entre 1925 et 1936 le monument commémorant les 66 000 victimes canadiennes de la Première Guerre mondiale (voir l'article sur le mémorial de Vimy).

## La croix de Vimy

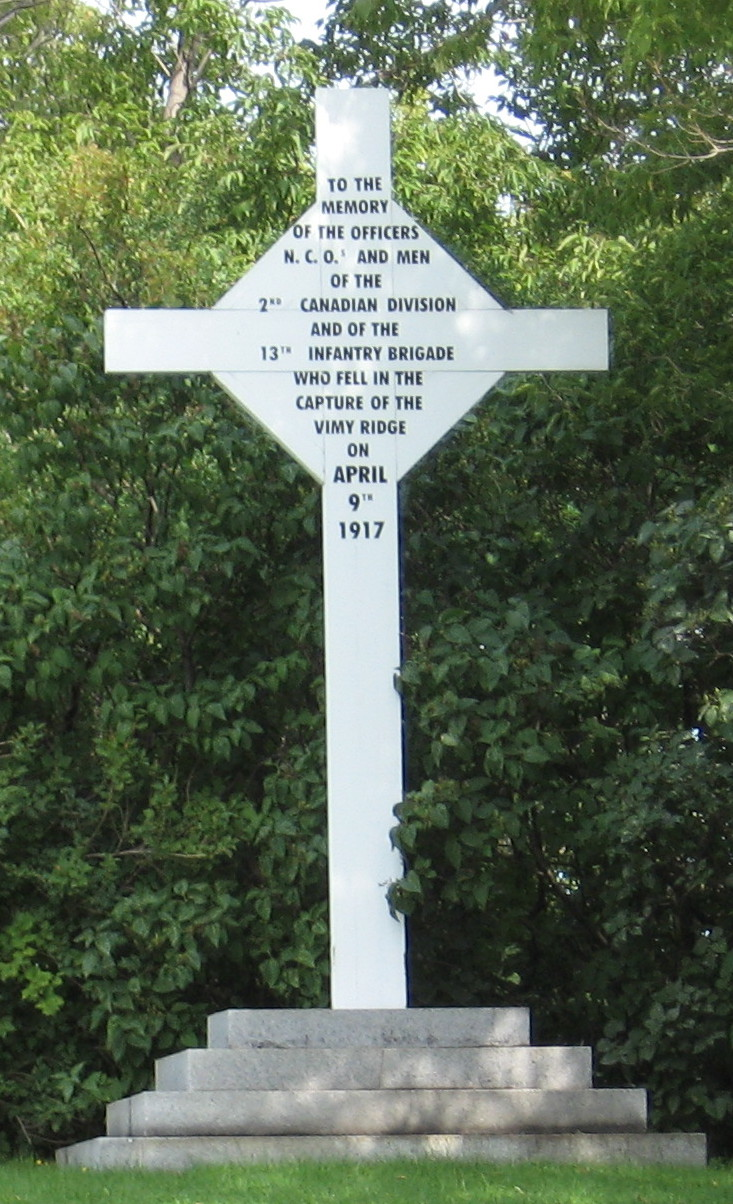
Croix de Vimy, citadelle de Québec.

Après la bataille de la crête de Vimy, l’armée canadienne érigea sur le site de la bataille une croix de bois à la mémoire des disparus de cette bataille. Lors de la construction du mémorial de Vimy, cette croix fut confiée à la garde du Royal 22e Régiment et placée à la citadelle de Québec. Elle fut rénovée en 1947 et 1978. Cette croix est toujours utilisée lors de cérémonies de commémoration de la bataille de la crête de Vimy (comme le 14 avril 2007).

## Le mémorial de Vimy
La bataille est commémorée par le mémorial de Vimy, situé au sommet de la cote 145 entre Vimy et Givenchy-en-Gohelle dans le Pas-de-Calais. C'est le plus grand monument aux morts canadiens.
En 1940, un groupe de résistants a mis le feu à des véhicules allemands au Mémorial de Vimy. Selon l'ancien résistant Auguste Lecœur, l'acte fut perpétré par des résistants polonais, commandés par un mineur de la fosse 4 de Lens, du nom de Zimzag, dit Maguette. Ces résistants polonais, majoritaires au fond dans le bassin minier vont continuer à s'opposer à l'Allemagne nazie, dans les autres communes du Pas-de-Calais, via la grève patriotique des cent mille mineurs du Nord-Pas-de-Calais en mai-juin 1941, privant les Allemands de 93 000 tonnes de charbon pendant près de 2 semaines. C'est l'un des premiers actes de résistance collective à l'occupation nazie en France et le plus important en nombre, qui se solda par 414 arrestations en 3 vagues, la déportation de 270 personnes, 130 mineurs étant par ailleurs fusillés à la Citadelle d'Arras.
Le 9 avril 2017 son centenaire a été célébré en présence du Président de la République François Hollande, du Gouverneur général du Canada David Johnston et du premier ministre du Canada Justin Trudeau.

## Littérature
Louis Aragon a évoqué la bataille de Vimy dans son poème La Nuit de mai (dans Les Yeux d'Elsa) :
[…] Ô revenants bleus de Vimy vingt ans après

Morts à demi Je suis le chemin d'aube hélice

Qui tourne autour de l'obélisque et je me risque

Où vous errez Malendormis Malenterrés […]
Ou encore dans Le Roman inachevé :
Et lorsqu’on mourait à Vimy

Moi j’apprenais l’anatomie

## Culture contemporaine
En 2017, Richard Desjardins, auteur-compositeur québécois, évoque sobrement la bataille de Vimy dans la chanson Vimy, :
[…] Quelqu’un que j’connais pas avec

une rivière un moulin

avec une femme comme toi

qui chérit aussi bien

Demain j’vas l’tuer pour rien […]

## Pour approfondir